# Rune Lindqvist
Rune Lindqvist (16 de abril de 1925 - 22 de octubre de 2009) fue un jugador de balonmano sueco. Fue un componente de la Selección de balonmano de Suecia.
Con la selección ganó la medalla de oro en el Campeonato Mundial de Balonmano Masculino de 1954.

## Clubes
- Västerås IK
- Örebro SK

- Datos: Q27923919